# Nada especial
Nada especial es el segundo álbum de cantante de música cristiana Marcos Vidal. Aparece en 1993 con el sello de Nuevos Medios. Ésta y su primera producción logra llevar al cantante al continente americano.

## Lista de canciones
1. Nieve en verano [4:15]
2. Nada especial [4:04]
3. Quién soy yo [5:15]
4. Quién irá [3:56]
5. Cristianos [5:37]
6. Lupo [3:20]
7. Mientras viva [6:01]
8. Llamados a amarle [3:41]
9. El payaso [4:56]
10. Aslan [5:08]